# العلاقات البحرينية السويدية
العلاقات البحرينية السويدية هي العلاقات الثنائية التي تجمع بين البحرين والسويد.

## مقارنة بين البلدين
هذه مقارنة عامة ومرجعية للدولتين:
| وجه المقارنة                                              | البحرين       | السويد                                                                               |
| --------------------------------------------------------- | ------------- | ------------------------------------------------------------------------------------ |
| المساحة (كم2)                                             | 765           | 450.30 ألف                                                                           |
| عدد السكان (نسمة)                                         | 1.49 مليون    | 10.16 مليون                                                                          |
| الكثافة السكانية (ن./كم²)                                 | 194.77 ألف    | 22.56                                                                                |
| العاصمة                                                   | المنامة       | ستوكهولم                                                                             |
| اللغة الرسمية                                             | اللغة العربية | اللغة السويدية، لغات السامي، اللغة الفنلندية، منكيلي، اللغة الرومنية، اللغة اليديشية |
| العملة                                                    | دينار بحريني  | كرونة سويدية                                                                         |
| الناتج المحلي الإجمالي (بليون دولار)                      | 35.31 مليار   | 538.04 مليار                                                                         |
| الناتج المحلي الإجمالي (تعادل القوة الشرائية) بليون دولار | 64.16 مليار   | 469.01 مليار                                                                         |
| الناتج المحلي الإجمالي الاسمي للفرد دولار أمريكي          | 22.60 ألف     | 50.58 ألف                                                                            |
| الناتج المحلي الإجمالي للفرد دولار أمريكي                 | 45.50 ألف     | 45.30 ألف                                                                            |
| مؤشر التنمية البشرية                                      | 0.824         | 0.907                                                                                |
| رمز المكالمات الدولي                                      | +973          | +46                                                                                  |
| رمز الإنترنت                                              | .bh           | .se                                                                                  |
| المنطقة الزمنية                                           | ت ع م+03:00   | توقيت وسط أوروبا، ت ع م+01:00، ت ع م+02:00، أوروبا/ستوكهولم ‏                         |

## منظمات دولية مشتركة
يشترك البلدان في عضوية مجموعة من المنظمات الدولية، منها:
| علم المنظمة | اسم المنظمة                               | تاريخ انضمام البحرين | تاريخ انضمام السويد |
| ----------- | ----------------------------------------- | -------------------- | ------------------- |
|             | يونسكو                                    | 18 يناير 1972        | 23 يناير 1950       |
|             | وكالة ضمان الاستثمار متعدد الأطراف        | 12 أبريل 1988        | 12 أبريل 1988       |
|             | الأمم المتحدة                             | 21 سبتمبر 1971       | 19 نوفمبر 1946      |
|             | الفريق المعني برصد الأرض                  | ?                    | ?                   |
|             | الاتحاد البريدي العالمي                   | ?                    | ?                   |
|             | البنك الدولي للإنشاء والتعمير             | 15 سبتمبر 1972       | 31 أغسطس 1951       |
|             | المنظمة الهيدروغرافية الدولية             | ?                    | ?                   |
|             | الاتحاد الدولي للاتصالات                  | 1975                 | 1866                |
|             | منظمة حظر الأسلحة الكيميائية              | ?                    | ?                   |
|             | مؤسسة التمويل الدولية                     | 22 سبتمبر 1995       | 20 يوليو 1956       |
|             | المركز الدولي لتسوية المنازعات الاستشارية | 15 مارس 1996         | 28 يناير 1967       |
|             | منظمة التجارة العالمية                    | ?                    | 1995                |
|             | منظمة الشرطة الجنائية الدولية             | ?                    | ?                   |

## أعلام
هذه قائمة لبعض الشخصيات التي تربطها علاقات بالبلدين:
- بينغت روسيو (دبلوماسي ومؤلف سويدي، 14 مايو 1927 – 19 مايو 2019)
- خالد بن أحمد بن محمد آل خليفة (سياسي بحريني، 24 أبريل 1960 – )
- غوران بندي (دبلوماسي سويدي، 10 يونيو 1921 – 8 أغسطس 2018)

## وصلات خارجية
- موقع وزارة الخارجية البحرينية
- موقع وزارة الخارجية السويدية